# Jeff Adams
Jeffrey Adams (Mississauga, Canadá, 15 de noviembre de 1970) es un abogado y exatleta paralímpico canadiense, tres veces campeón paralímpico y campeón mundial de atletismo adaptado en silla de ruedas.

## Carrera
Adams compitió en seis Juegos Paralímpicos de Verano consecutivos de 1988 a 2008, ganando un total de tres medallas de oro, cuatro de plata y seis de bronce. En los Juegos Paralímpicos de Seúl 1988 ganó dos medallas de bronce, una en la carrera de 800 m y otra en la de 1500 m. Cuatro años después, en los Juegos Paralímpicos de Barcelona 1992, ganó dos medallas de plata, una en la carrera de 800 m y otra como parte del relevo de 4 × 400 m. En los Juegos Paralímpicos de Atlanta 1996 ganó la medalla de oro en el evento de 800 m, plata en el de 400 m, y bronce en el de 4 × 400 m relevo. Cuatro años después, en los Juegos Paralímpicos de Sídney 2000, ganó cinco medallas: oro en el evento de 800 m y 1500 m, plata en el de 400 m y bronce en el de 5000 m y 4 × 100 m. En los Juegos Paralímpicos de Atenas 2004 ganó una medalla de bronce en la carrera de 400 m. Adams fue entrenado por Peter Eriksson.

## Post-competencia
En 2002, subió los 1.776 escalones de la Torre CN en una silla de ruedas especialmente diseñada; En 2004, escaló la Acrópolis.
Es miembro del Salón de la Fama de Terry Fox.
En marzo de 2010, fue portador de la antorcha durante el relevo de antorcha de los Juegos Paralímpicos de Invierno de 2010.  
En 2012, formó parte del equipo de transmisión en la cobertura de Channel 4 de los Juegos Paralímpicos de Verano de 2012 en Londres.
También es un orador motivacional.
En 2018, se anunció que sería incluido en el Salón de la Fama del Deporte de Canadá.

## Vida personal
Se sometió a radioterapia para el cáncer cuando era niño, y las consecuencias del tratamiento provocaron una lesión en la columna vertebral a los 9 años que lo dejó paralizado. Después de retirarse de la competencia, Adams y su socio comercial Christian Bagg co-lanzaron Marvel Wheelchairs con Cervélo Cycles, produciendo sillas de ruedas ajustables para uso diario.  Después de que Cervélo no pudo asegurar la financiación puente para la deuda con los proveedores, Marvel fue tomada y Cervélo hizo intentos fallidos de venderla. Cervélo fue asumido por PON, y Adams y Bagg lanzaron una nueva compañía que fabrica sillas de ruedas llamada ICON en 2010. Una aparición en el reality show de CBC Dragons 'Den llevó a una nueva asociación con un fabricante, Multimatic, para producir las sillas de ruedas diseñadas por ICON.
Durante gran parte de su carrera, Adams vivió en Brampton, Ontario.